# Ніколаєв Володимир Миколайович
Володи́мир Микола́йович Нікола́єв (19 лютого (3 березня) 1847 , Царське Село, Санкт-Петербурзька губернія  — 11 (24) листопада 1911 , Київ, Київська губернія, Російська імперія ) — український архітектор російського походження, педагог, громадський діяч. Член Київського товариства старожитностей і мистецтв. Батько архітектора Іполита Ніколаєва.

## Життєпис
Народився у Царському Селі під Санкт-Петербургом. У 1871 закінчив Імператорську академію мистецтв у Санкт-Петербурзі. Починаючи з травня 1872 жив і працював у Києві. Був київським міським (1873—1887) та єпархіальним (1875—1898) архітектором, архітектором Києво-Печерської лаври (1893—1899).
За майже 40-річне життя у Києві за його планами та проектами було побудовано 27 громадських будівель, 18 церков, численні притулки, навчальні заклади, промислові підприємства.
Також у доробку архітектора — 4 пам'ятники (Богдану Хмельницькому, Миколі І і Михайлу Глінці, а також пам'ятний знак Дрентельну).
Зокрема серед його робіт, такі цікаві архітектурні споруди, як будинок Купецького зібрання з чудовою концертною залою (збудований 1882 року; нині тут знаходиться Національна філармонія України), будинок міського Кредитового товариства на Інститутській (збудований 1894 року; не зберігся), корпуси Єврейської лікарні (збудовано у 1884—1896 роках; нині є частиною Київської обласної лікарні), корпуси лікарні для чорноробів (збудовано у 1892—1894 роках; зараз — Інститут охорони материнства та дитинства («Охматдит»), комплекс Дегтерьовської богадільні (збудований у 1900—1902 роках), а також Трапезна церква в Печерській лаврі (збудована у 1893—1895 роках).
Ніколаєв вважається характерним представником архітектури доби еклектики. Найбільшу художню цінність у його творчості являють храми (яких він звів у Києві та Київській єпархії понад 80) та приватні особняки.
У 1876—1896 роках Ніколаєв керував спорудженням Володимирського собору, у 1898—1901 роках — Оперного театру. Брав участь у спорудженні Політехнічного інституту, масштабних роботах по реставрації Софійського, Успенського, Михайлівського соборів та Андріївської церкви.
Незважаючи на таке бурхливе творче життя, Ніколаєв встигав ще серйозно займатися громадськими справами. Починаючи з 1880 року до самої смерті незмінно обирався гласним Міської думи, у 1887—1889 роках — член міської управи. Очолював Київське літературно-артистичне товариство (саме під його керівництвом Товариство стало дієвим осередком української інтелігенції та культури), був першим головою архітектурного відділу Київського відділення Російського технічного товариства, директором київського відділення Російського музичного товариства, одним із засновників та директором Київського художнього училища (1901—1911).
Ніколаєв — автор кількох публікацій з питань архітектури, реставрації, архітектурного законодавства.
Мав кількох синів, один з яких, Іполит, був київським міським архітектором у 1892—1917 роках, а інший, Леонід, став видатним піаністом і педагогом.
З 1906 р. проживав за адресою Велика Підвальна 21/20.
Скоропостижно помер 11 (24) листопада 1911 року в Києві та був похований на Аскольдовій могилі у Києві (надгробок не зберігся).

## Роботи архітектора для Києва

### Громадські споруди
- Пивоварний завод Київського товариства пивоваріння на Кирилівській вул., 47 (1872),
- Муровані корпуси Олександрівської міської лікарні на Шовковичній вул., 39 (1873—1874),
- Перебудова будинку Густава Ейсмана для реального училища на Великій Житомирській вул., 2 (1873),
- Цирк Бергоньє на Фундуклеївській вул. (тепер вул. Богдана Хмельницького) (1875, згодом перебудований),
- Перебудова колишньої міської думи для Третьої гімназії на Контрактовій площі (1878, доопрацювання проектів Олександра Шіле і Віктора Прохорова),
- Купецьке зібрання з концертною залою на Царській площі (1881—1882),
- Маріїнський дитячий притулок / тепер Інститут психології на Паньківській вул., 2 (1881—1889),
- Нічліжний притулок Федора Терещенка / зараз телефонна станція на вул. Нижній Вал, 49 (1881),
- Друге жіноче училище духовного відомства на Десятинній вул., 4-6 (1883—1886, перша черга будівництва),
- Нічліжний притулок Ніколи Терещенка на Басейній вул., 16 (1884, не зберігся),
- Корпуси Єврейської лікарні на Багговутівській вул., 1 (1884—1896),
- Флігель колегії Павла Ґалаґана на Фундуклеївській вул., 9 (1885),
- Лікарня очних хвороб Попових на Микільській вул. (тепер вул. Івана Мазепи), 10а (1885—1887),
- Будинок безкоштовних квартир у садибі Терещенків на вул. Нижній Вал, 49 (1886),
- Поліцейська дільниця і пожежна частина Дворцової частини міста на Олександрівській вул. (тепер вул. Михайла Грушевського) на Печерську (1887, не збереглись),
- Київська пароплавна пристань (1887, не збереглась),
- Комплекс лікарні для чорноробів на Кадетському шосе / тепер вул. В'ячеслава Чорновола, 28/1 (1892—1893), що складався з:
  - Головного корпусу,
  - Будинку адміністрації,
  - Кухні,
  - Дерев'яної каплиці,
  - Службових будівель;
- Будинок для вдів на Покровській вул., 1 (1892),
- Перший дитячий корпус Єврейської лікарні на Багговутівській вул., 1 (1893—1895),
- Кредитове товариство на Інститутській вул., 6 (1893, не збереглось),
- Амбулаторія Київського благодійного товариства на Великій Васильківській вул., 104 (1897),
- Садиба Лаврського судового двору на вул. Князів Острозьких, 30 (1897),
- Купецька синагога на Малій Васильківській вул. (нині — кінотеатр «Кінопанорама» на вул. Шота Руставелі, 1898—1899, перебудована 1958 року на кінотеатр),
- Олександрівській дитячий притулок з домовою церквою св. Олександра Невського на розі вулиць Білоруської і Деревлянської (1899—1900),
- Казарми Тираспольського полку на Великої Дорогожицькій вул. (тепер вул. Юрія Іллєнка), 24 (1900),
- Комплекс Дегтерьовської богадільні, що включала чотири житлових корпуси, їдальню, церкву, майстерні і дитячий притулок (1900—1904) на Дегтярівській вулиці,
- Будівля Київського художнього училища на Бульварно-Кудрявській вул., 34 (1901−1902, тепер житловий будинок),
- Хірургічний корпус лікарні для чорноробів на Кадетському шосе, тепер вул. В'ячеслава Чорновола № 28/1 (1901—1903 pp.),
- Брама з адміністративним корпусом Казенного винного складу № 2[3] по провулку Руслана Лужевського (1897).

### Храми та споруди у монастирях
- Завершував спорудження Володимирського собору (1876—1896),
- Реставрував собор св. Софії, Андріївську церкву, Успенський собор, відновив Воскресенську церкву біля лаври (1884).
- У Братському Богоявленському монастирі відремонтував будинок Київської академії, надбудував другий поверх братського корпусу / келій (1879), прибудував два крила до нового академічного корпусу (1884—1885).

В Києво-Печерській лаврі збудував:
- Трапезну палату з церквою Антонія та Феодосія (1893—1895),
- Водосвятну каплицю (корп. 95, 1896—1897),
- Водосвятний ківорій на Дальніх печерах (корп. 96, 1896—1897),
- Набиральню (корп. 14, 1897—1898),
- Келії на Ближніх печерах (корп. 43, 1898—1899),
- Галерею із входом до Дальніх печер (1898),
- Келії на Дальніх печерах (корпуси 51 і 53, 1890-ті, 1898),
- Готель для простих богомольців (1898).

Для Флорівського монастиря збудував:
- Корпус келій № 4 (1895).

У Свято-Троїцькому монастирі розширив Троїцьку (Іонинську) церкву прибудовою (1892) і збудував перший ярус дзвіниці (проект 1899 року будівлі висотою понад 100 м, не здійснений).
У Китаївській пустині спорудив житловий корпус на 3 поверхи на господарському подвір'ї (1898).
Інші храми:
- Михайлівська церква (1893—1895),
- Двоярусна дзвіниця Михайлівської церкви (1901).
- Дзвіниця Свято-Введенського монастиря на розі вулиць Рибальської і Князів Острозьких (1882—1883, відбудована),
- Стрітенська (реконструйована 1883—1884, не збереглась),
- Вознесенська церква на Байковому кладовищі (1884—1888),
- Благовіщенська на Новій Забудові,
- Введенська (1880-ті, не збереглася, в наш час — у процесі відбудови),
- Олександро-Невська (1888—1889, не збереглася; нині на цьому місці встановлено пам'ятник на могилі генерала Ватутіна),
- Каплицю на честь порятунку Олександра III на Лук'янівці (1891, не збереглася).

За ескізом великого князя Петра Миколайовича спорудив Миколаївський соборний храм у Покровському жіночому монастирі (1896—1906) і збудував там за власними проектами:
- Покровську церкву (1890),
- Терапевтичну лікарню на вул. Миколи Пимоненка, 8 (1896—1897),
- Келії.
- Спроектував церкву у Пущі-Водиці (поч. XX ст., не здійснена).

Церкви Ніколаєв проектував, як правило, у «візантійському» та «російському» стилях.

## Роботи за приватними замовленнями
- Садибний будинок М. Фроммета на Бібіковському бульварі, 36 (1873—1874),
- Особняк генерала Ф. Івенсена / один поверх на Липській вул., 4 (1873, пізніше М. Закса і надбудований),
- Готель Кане на вул. Хрещатик, 40/1 (1873),
- 2 дерев'яних будинки на вул. Євгена Чикаленка, 41 (1873, 1877 pp., перебудовані),
- Житловий будинок на вул. Пирогова, 7 (1874, не зберігся),
- Житловий будинок на Глибочицькій вул., 87 (1874, не зберігся),
- Содовий завод на Подолі (1875),
- Садибний будинок Івана Толлі (проект) на вулиці Шулявській (нині вул. Гетьмана Павла Скоропадського), 9 (1875 p.),
- Особняк на Терещенківській вул., 17 (1875),
- Добудова будинку на вул. Хрещатик, 4 (1875, не зберігся),
- Житловий будинок М. Гребеня на вул. Ярославів Вал, 36 (1875—1876),
- Будинок на вул. Євгена Чикаленка, 28/9 (1875—1877, співавтор О. Грос),
- Будинок на вул. Хрещатик, 52 (1876—1878, співавтор О. Грос),
- Готель «Національ» в будинку Мара на розі Хрещатика і Бессарабської площі (1876, не зберігся),
- Садибний будинок барона Рудольфа Штейнгеля на. Бульварно-Кудрявській вул, 27 (1877 — почав роботи),
- Добудова будинку на вул. Нижній Вал, 35/15 (1877, не зберігся),
- особняк Берестовського на вул. Софіївській, 9 (1877, добудова),
- особняк Федора Терещенка (1877—1884, разом з Андрієм Гуном; нині — Київська національна картинна галерея, Терещенківська вул., 9),
- Особняк на Терещенківській вул., 17 (1878),
- Житловий будинок М. Гребеня на вул. Ярославів Вал, 33 (1878),
- Житловий будинок на Прорізній вул., 11 (стара нумерація, 1878, не зберігся),
- Готель Ф. Чарнецького на Володимирській вул., 16 (1879),
- Житловий будинок у Михайлівському провулку, 20 (1879),
- Житловий будинок на Прорізній вул., 25 (1879),
- Будинок для готелю на вул. Хрещатик, 30/1 (1870-ті, не зберігся),
- Будинок для готелю на вул. Хрещатик, 38 (1870-ті, не зберігся),
- Будинок і флігель барона В. Ікскюль-Гільденбанда на Фундуклеївській вул., 25 (1880),
- Житловий будинок на Прорізній вул., 8 (1880, не зберігся),
- Будинок для готелю на вул. Хрещатик, 8 (1880, не зберігся),
- Житловий будинок на Терещенківській вул., 11 (1880),
- Добудова житлового будинку Сєтових на розі Володимирської вул., 42 і Золотоворотського проїзду (1880—1881),
- Добудова житлового будинку на Андріївському узвозі, 38 (1880),
- Прибутковий будинок судді І. Мацнєва на Великій Житомирській вул., 10 (1881, пізніше надбудовано 2 поверхи),
- Будинок А. Подгаєцького на Великій Васильківській вул., 5 (1881—1882),
- Житловий будинок на вул. Хорива, 49 (1881—1882, пізніше добудований Миколою Горденіним),
- Житловий будинок на Великій Васильківській вул., 12 (1881),
- Житловий будинок на Шовковичній вул., 44 (1882, не зберігся),
- Житловий будинок Осипа Родіна на вул. Олеся Гончара, 71 (1882),
- Житловий будинок на Бібіківському бульварі (нині бульвар Тараса Шевченка), 36а (1882),
- Особняк Зайцева на Прорізній вул., 9 (за ст. нумерацією) (1883, не зберігся),
- Добудова особняка на вул. Шулявській (нині вул. Гетьмана Скоропадського), 9 (1883),
- Житловий будинок на Інститутській вул., 21/6 (1884),
- Житловий будинок на вул. Богдана Хмельницького, 12 (1884),
- Житловий будинок у провулку Тараса Шевченка, 9/2 (1884),
- Житловий будинок на Ірининській вул., 8 (1885, не зберігся),
- Особняк Якова Бернера на Бібіковському бульварі (тепер бульвар Тараса Шевченка), 1 (1886),
- Житловий будинок Н. Матусовського на вул. Ярославів Вал, 38 (1886).
- Житловий будинок на Малопідвальній вул., 12 (1887),
- Житловий будинок у Михайлівському провулку, 17 (1887),
- Житловий будинок у Михайлівському провулку, 19/18 (1887—1888, співавтор Олександр Кривошеєв),
- Власний особняк на Лютеранській вул., 10 (1888),
- Прибутковий будинок А. Гольденберга на розі вулиць Фундуклеївській (тепер Богдана Хмельницького), 33/34 і Івана Франка (1888, 1895, 1899),
- Житловий будинок професора В. Антоновича на Володимирській вул., 43 (1888),
- Житловий будинок на Басейній вул., 8 (1888, не зберігся),
- Житловий будинок у Несторівському провулку, 15 (1888, не зберігся),
- Житловий будинок на Софіївській вул., 18 (1888—1889),
- Житловий будинок у Михайлівському провулку, 14 (1889),
- Житлова садиба (фасадний будинок та флігелі) на Великій Васильківській вул., 23 (1888—1893),
- Готель Гладинюка на Фундуклеївський вул. (нині — вул. Богдана Хмельницького, 8; 1888—1892, співавтор Олександр Кривошеєв),
- Будинок настоятеля Андріївської церкви на Андріївському узвозі, 21 (1891),
- Особняк Драгомирова на Олександрівській вулиці (тепер — вул. Михайла Грушевського, 32; 1891),
- Особняк у тилах Володимирського собору на вул. Івана Франка, 33 (1892),
- Житловий будинок на вул. Богдана Хмельницького, 84 (1892),
- Садибний будинок та флігелі у садибі худ. В. Орловського на Гоголівській вул., 28 (1892—1893),
- Прибутковий будинок Шепинського на вул. Саксаганського, 137/18 (1893),
- Житловий будинок К. Сорокіної на розі вулиць Ігорівської, 9/1 і Братської (1893),
- Добудова житлового будинку на Андріївському узвозі, 22 а (1893),
- Житловий будинок на Шовковичній вул., 4 (1893, не зберігся),
- Прибутковий будинок А. Бонадурер на вул. Саксаганського, 30 (1893—1900),
- Житловий будинок на Ігорівській вул., 7 (1894),
- Цегельня М. Ріхтера на Кирилівській вул., 35 (1894—1898),
- Будинок Літературно-артистичного товариства на Рогнідинській вул., 1/13 (1896),
- Житловий будинок на Прорізній вул., 23 (1897),
- особняк Маркуса Зайцева (1897, тепер — вул. Михайла Грушевського, 20/1 — на розі з Шовковичною вулицею);
- особняк Лібермана (1898; нині — будівля Спілки Письменників України, Банкова вулиця);
- Особняк на Інститутській вул., 28 (тепер № 8) (1898),
- Житловий будинок на Львівській вул. (тепер вул. Січових Стрільців), 14 (1898),
- Житловий будинок на Стрілецькій вул., 4/6 (1898),
- 2-й казенний винний склад на Деміївці / тепер Голосіївський просп., 6 (1899, зберігся частково),
- особняк Гальперіна (1899; нині — будинок комітетів Верховної Ради України, вул. Михайла Грушевського, 18/2 — на розі з Шовковичною вулицею),
- Житловий будинок Д. Колядіна на Великій Житомирській вул., 38 (1899—1900),
- Прибутковий будинок і 2 флігелі Л. Кучера на вул. Кузнечній (нині — вул. Антоновича), 23 (1899—1900),
- Будинок і флігель Ф. Альошина на Фундуклеївській вул. (тепер Богдана Хмельницького), 36 (1899—1900),
- Прибутковий будинок на Маріїнсько-Благовіщенській вул. (тепер вул. Саксаганського), 39 (1899—1900),
- Особняк Василя Симиренка на Десятинній вул., 9 (1899),
- Прибутковий будинок у провулку Тараса Шевченка, 13 (1899),
- Перебудова житлового будинку на Володимирській вул., 8 (1890-ті),
- Перебудова пивоварного заводу Маррів на Сирецькій вул., 27 (1890-ті),
- Перебудова особняка на Терещенківській вул., 3 (1890-ті),
- Житловий будинок на Терещенківській вул., 23 (точна дата невідома),
- Житловий будинок на Бульварно-Кудрявській вул., 5 (кін. XIX ст.),
- Житловий будинок на Мерингівській вул., 3/1 (кін. XIX ст.),
- Житловий будинок Давида Марголіна на Ігорівській вул., 7 (кін. XIX ст.),
- Прибутковий будинок на Еспланадній вул., 2 (1900),
- Прибутковий будинок на вул. Шота Руставелі, 12 (1900),
- Прибутковий будинок архітектора Михайла Іконнікова на Софіївській вул., 14/13 (1900),
- Прибутковий будинок О. Здоревської на Софіївській вул., 14/13 (1900),
- Прибутковий будинок / 4 поверхи і житловий флігель / 3 поверхи в садибі А. Терещенка на вул. Нижній Вал, 37 (1900),
- Надбудова верхнього поверху в прибутковому будинку на розі Володимирській вул., 18 і Рильського провулка (1900).
- Флігель цукрозаводчика Є. Штільмана / 3 поверхи на Лютеранській вул., 12 (1900—1901),
- особняк Семена Могилевцева («Шоколадний будинок», Шовковична вул., 17/2, 1900).
- Особняк барона В. Ікскюль-Гильденбрандта на Шовковичній вул., 17/2 (1901),
- Прибутковий будинок на вул. Заньковецької, 3/1 (1901),
- Будинок О. Сидорова на вул. Ярославів Вал, 21/20 (1905—1906),
- Прибутковий будинок на Великій Житомирській вул., 10 (1909),
- Прибутковий будинок на вул. Антоновича, 20 (1911).

До найцікавіших робіт Ніколаєва у «жанрі» прибуткових будинків входять готелі «Національ» та «Бель-Вю» на Хрещатику (обидва не збереглися) та споруди по сучасних:
- бульвару Тараса Шевченка, 36 (1873—1874);
- вул. Терещенківській, 17 (1875);
- вул. Володимирській, 43 (1888);
- вул. Січових Стрільців, 14-а (1898);
- вул. Великій Житомирській, 38 (1899);
- вул. Богдана Хмельницького, 33 (реконструкція 1899);
- вул. Антоновича, 23 (1900);

Загалом у Києві збереглося близько 150 храмів, громадських та житлових будинків, зведених архітектором Ніколаєвим — найбільша кількість зведених будівель з-поміж усіх архітекторів.

## Роботи за межами Києва
Володимир Ніколаєв звів велику кількість храмів на Київщині, серед збережених храмів це:
- Успенський собор у місті Переяслав (1889—1896);
- Церква Різдва Богородиці у селі Березна Володарського району (1893);
- Михайлівська церква у селі Богатирка Ставищенського району (1894);
- Церква Іоана Богослова у селі Винарівка Ставищенського району (1895, руїни);
- Церква Іоана Богослова у селі Сидоровичі Іванківського району (1896);
- Розбудова церкви Св. Олександра Невського у селі Дубівка Тарщанського району (1898);
- Миколаївська церква у селі Луб'янка Бородянського району (1899);
- Свято-Троїцька церква у смт Чоповичі Малинського району (1900);
- Спасо-Преображенська церква у селі Кошів Тетіївського району (1902);
- Церква Св. Параскеви у селі Олійникова Слобода Білоцерківського району (1910)

## Творіння

### Найвідоміші твори, що дійшли до наших днів

#### Пам'ятники та храми

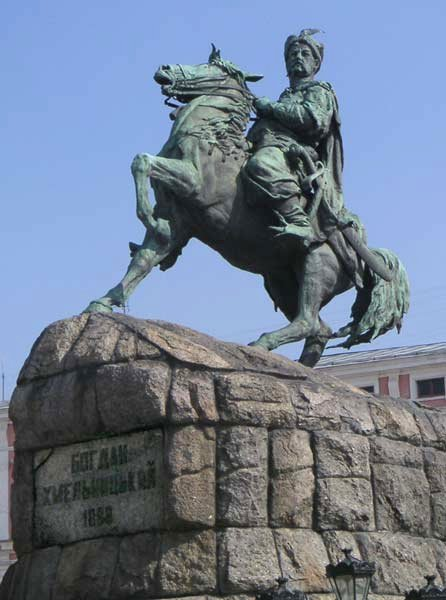
Пам'ятник Богдану Хмельницькому у Києві, 1888
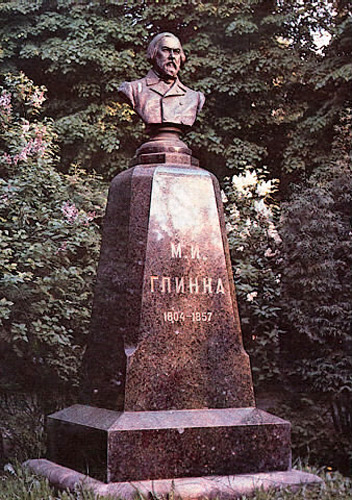
Пам'ятник Михайлу Глинці у Києві, 1904
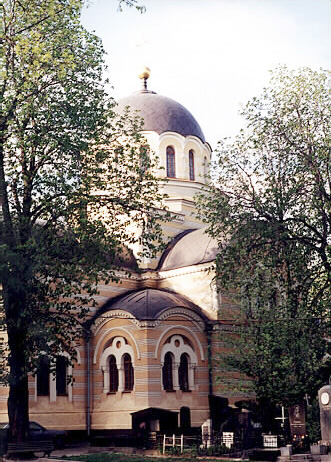
Вознесенська церква на Байковому кладовищі, 1884–1888
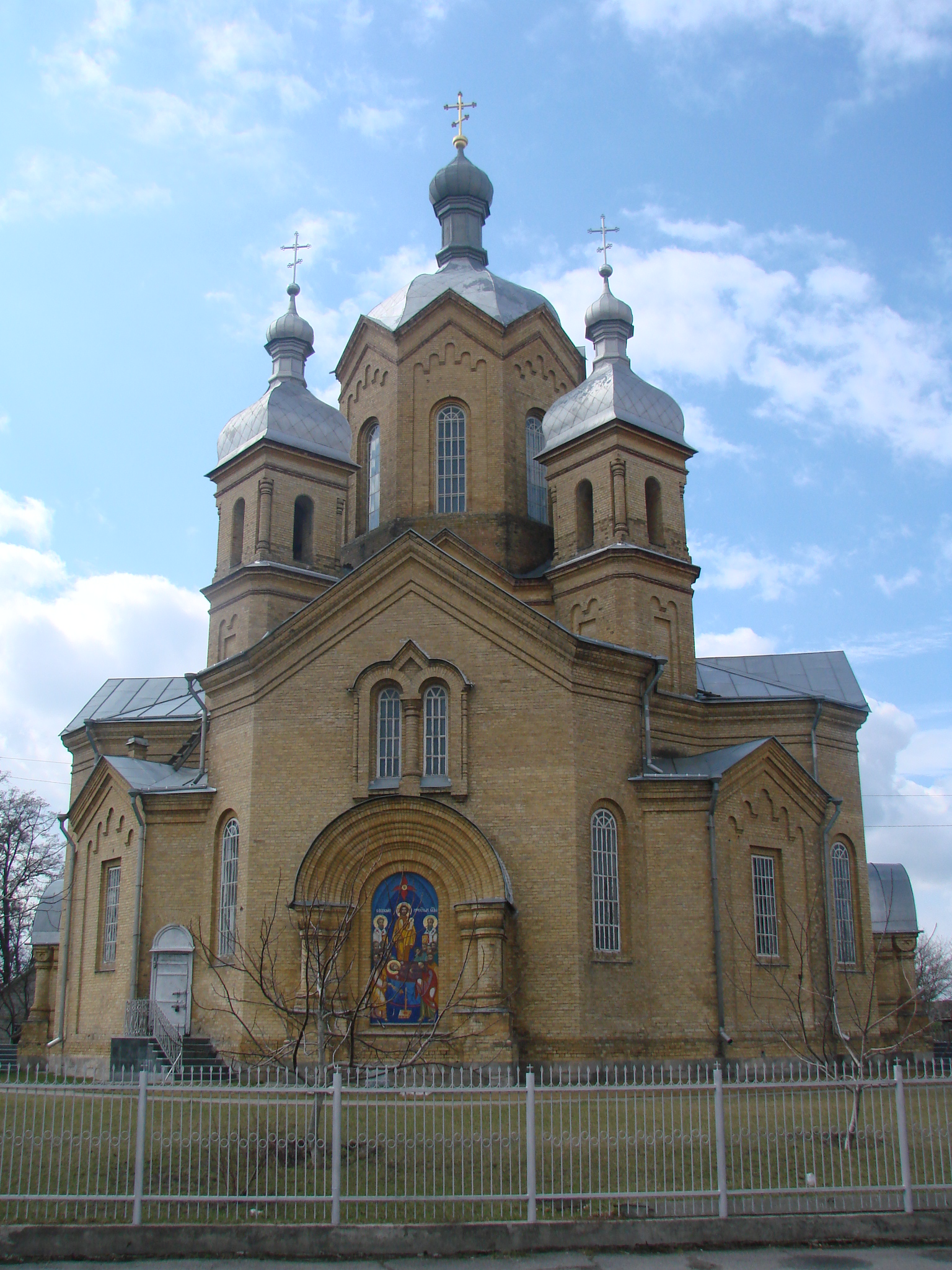
Успенський собор в Переяславі, 1889-1896

#### Особняки

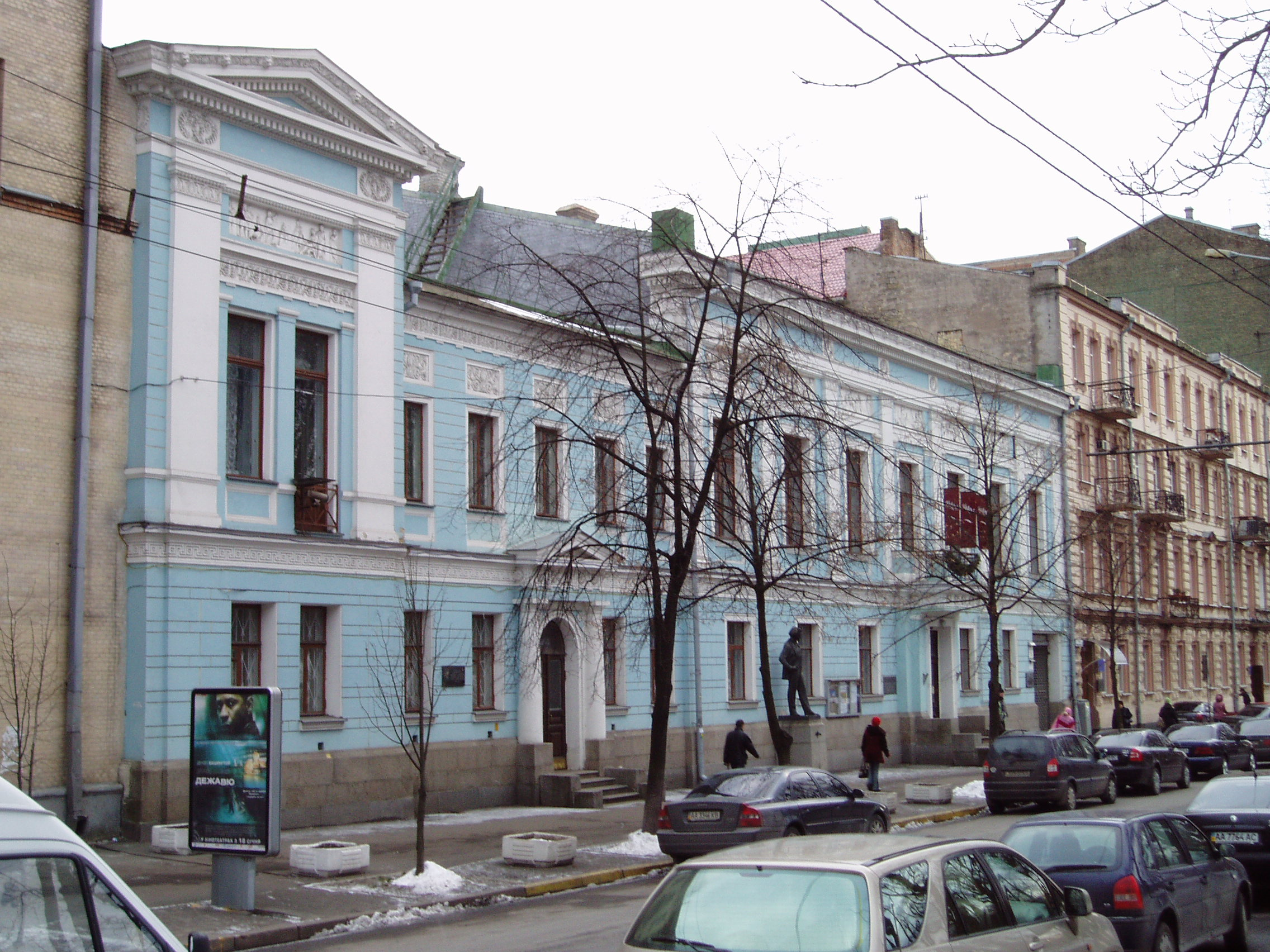
Особняк Федора Терещенка (нині — Київська національна картинна галерея), 1877–1884
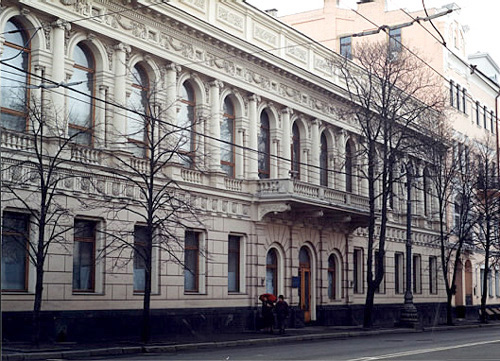
Особняк Гальперіна (нині — будинок комітетів ВРУ), 1899
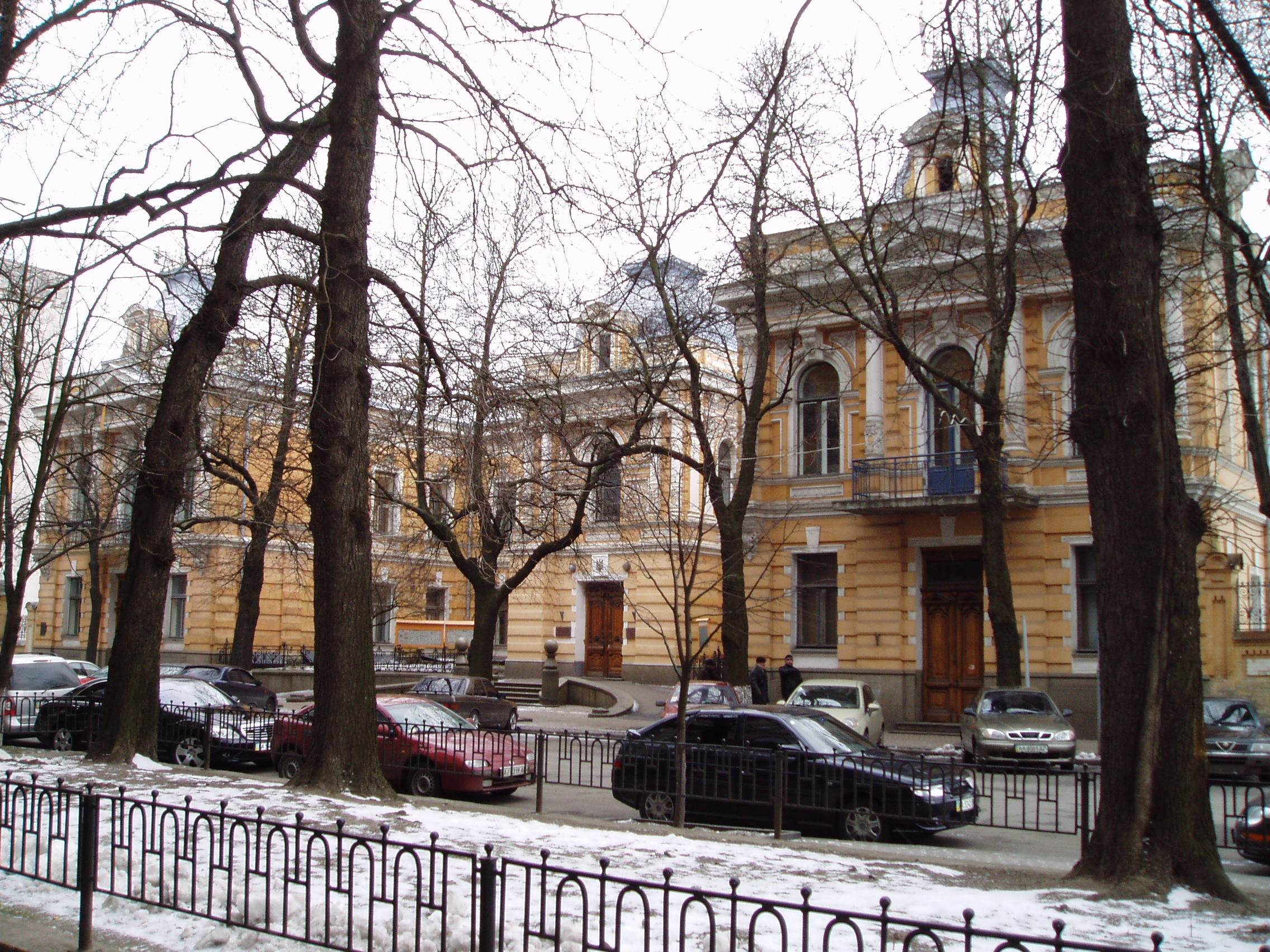
Особняк Лібермана (нині — будинок Спілки Письменників України, 1898

#### Інші відомі будівлі

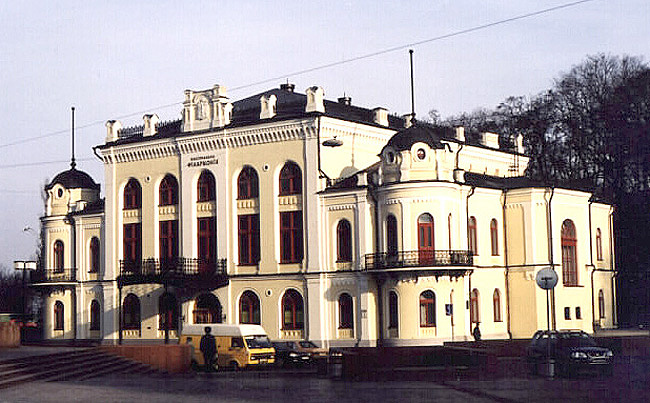
Будинок Купецького зібрання (нині — Національна філармонія), 1882
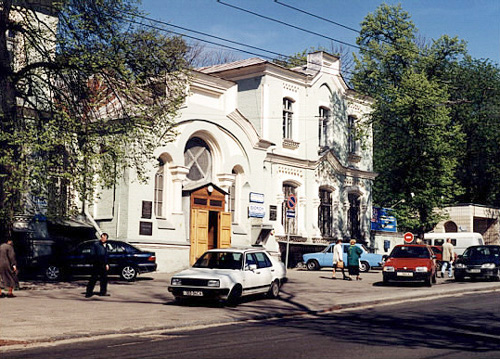
Будинок лікарні для чорноробів (нині — Охматдит), 1892–1894
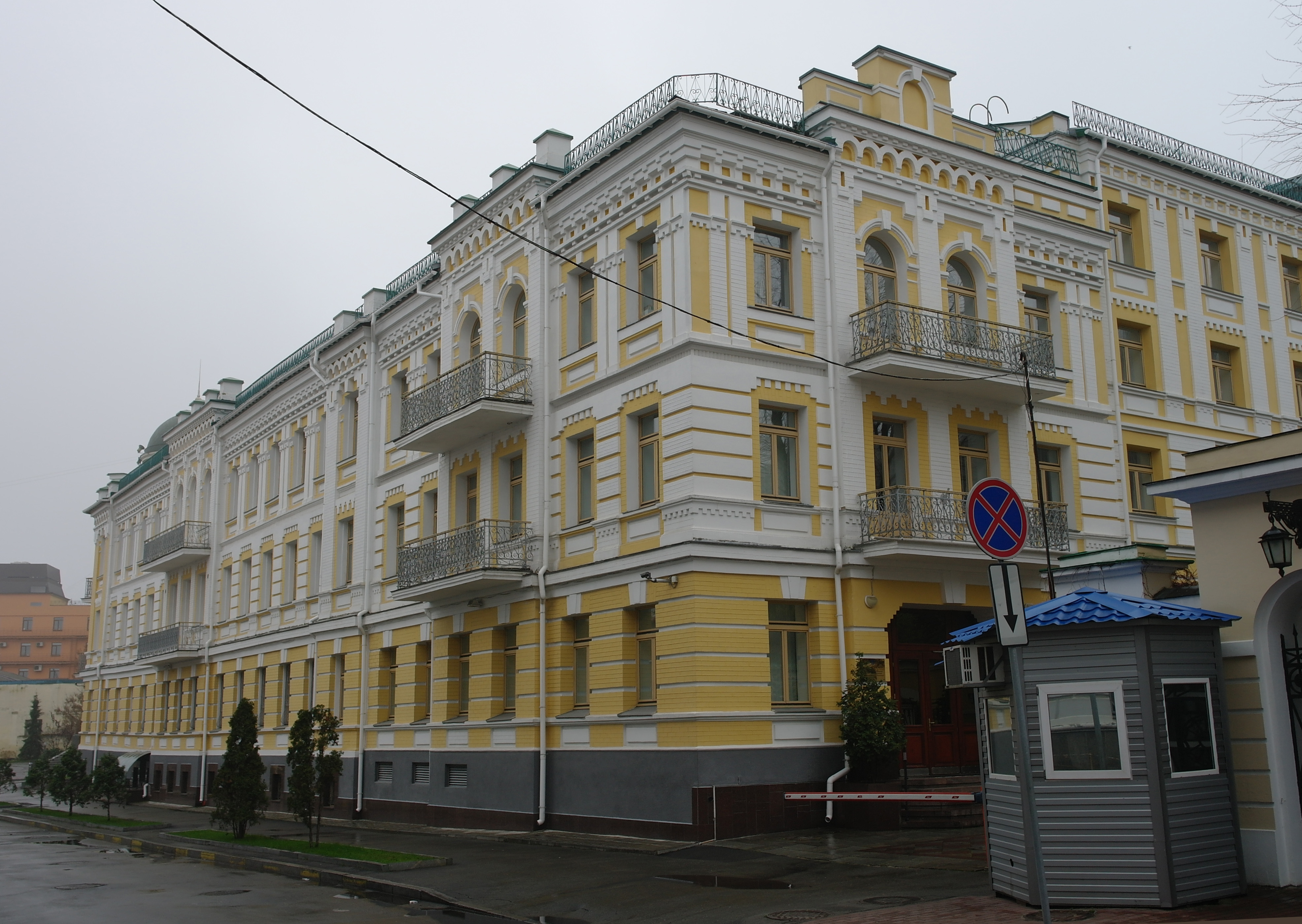
Будинок для вдів, 1900–1902
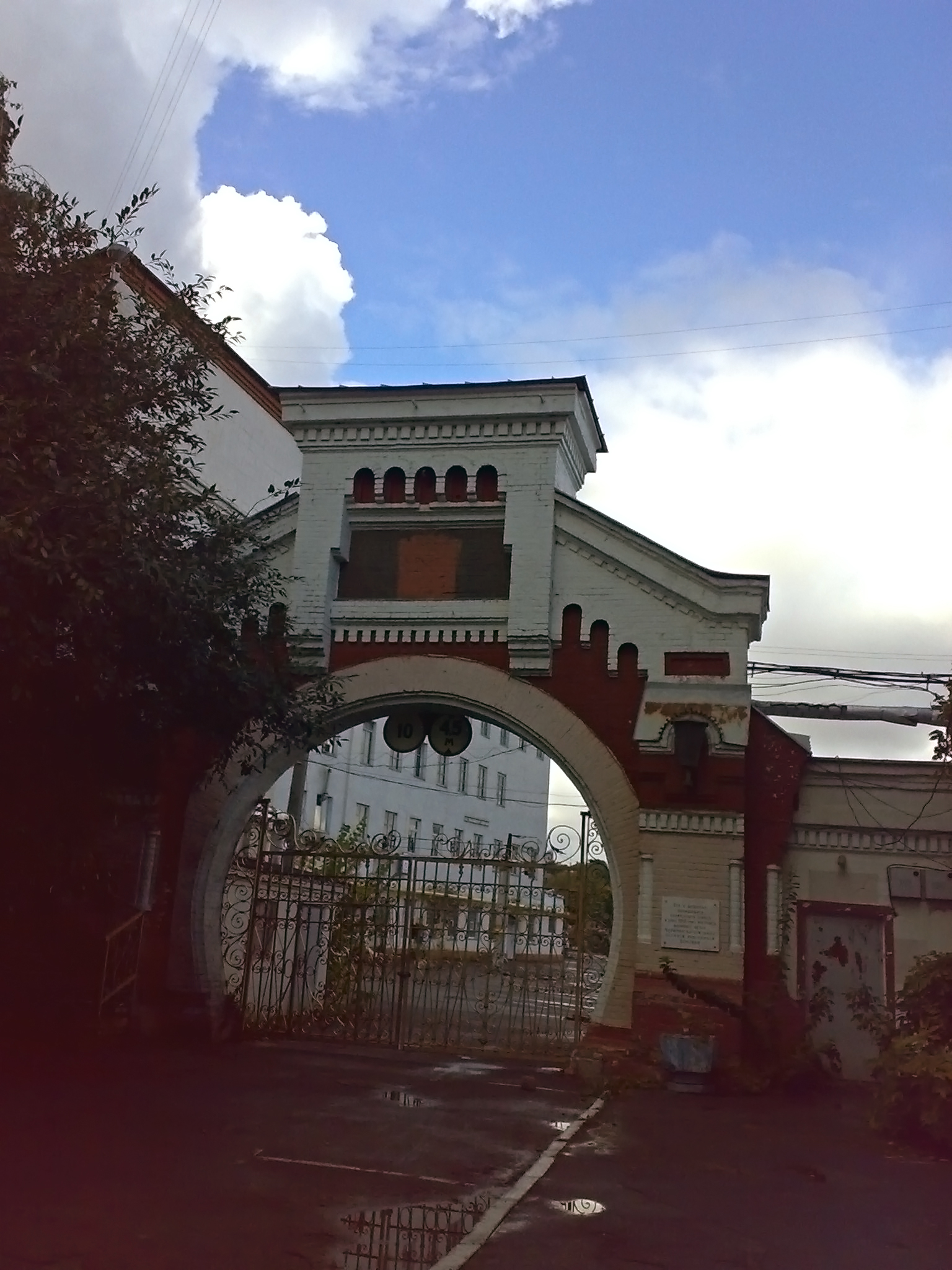
Брама з адміністративним корпусом Казенного винного складу №2, 1897

### Втрачені відомі твори

#### Храми

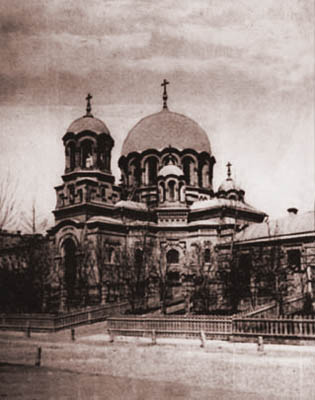
Благовіщенська церква, 1885–1887
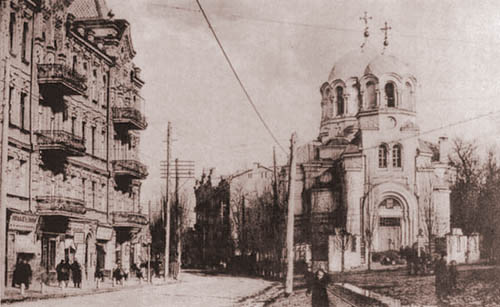
Стрітенська церква (відбудовується)
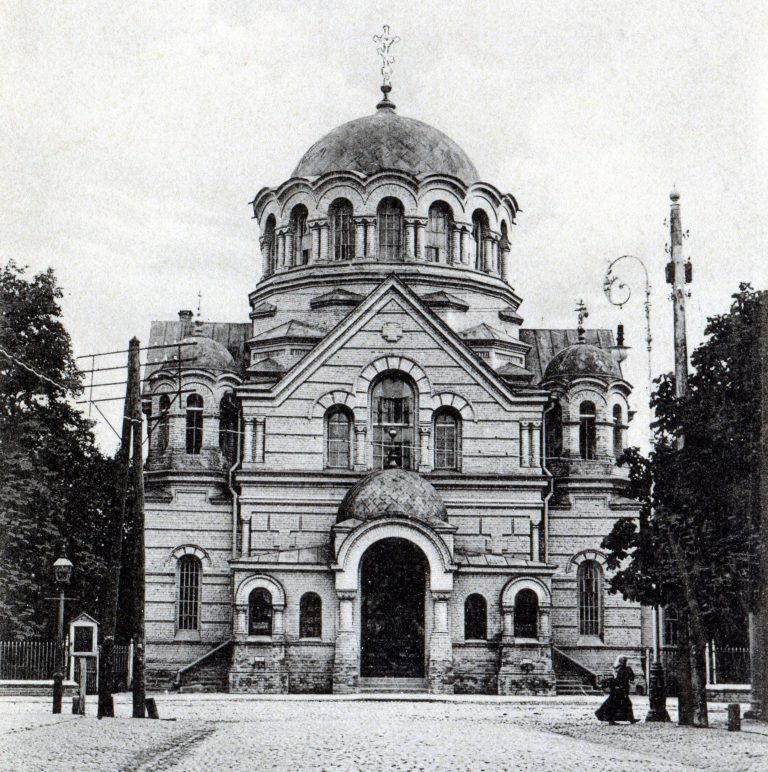
Церква Олександра Невського, 1888–1889
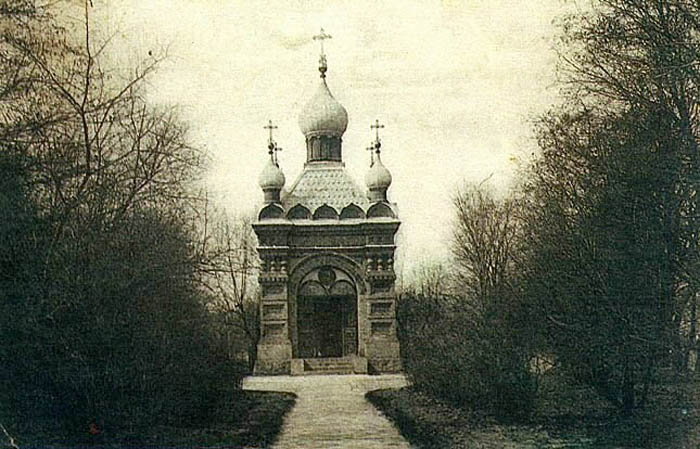
Каплиця на честь порятунку Олександра III, 1891

#### Будинки

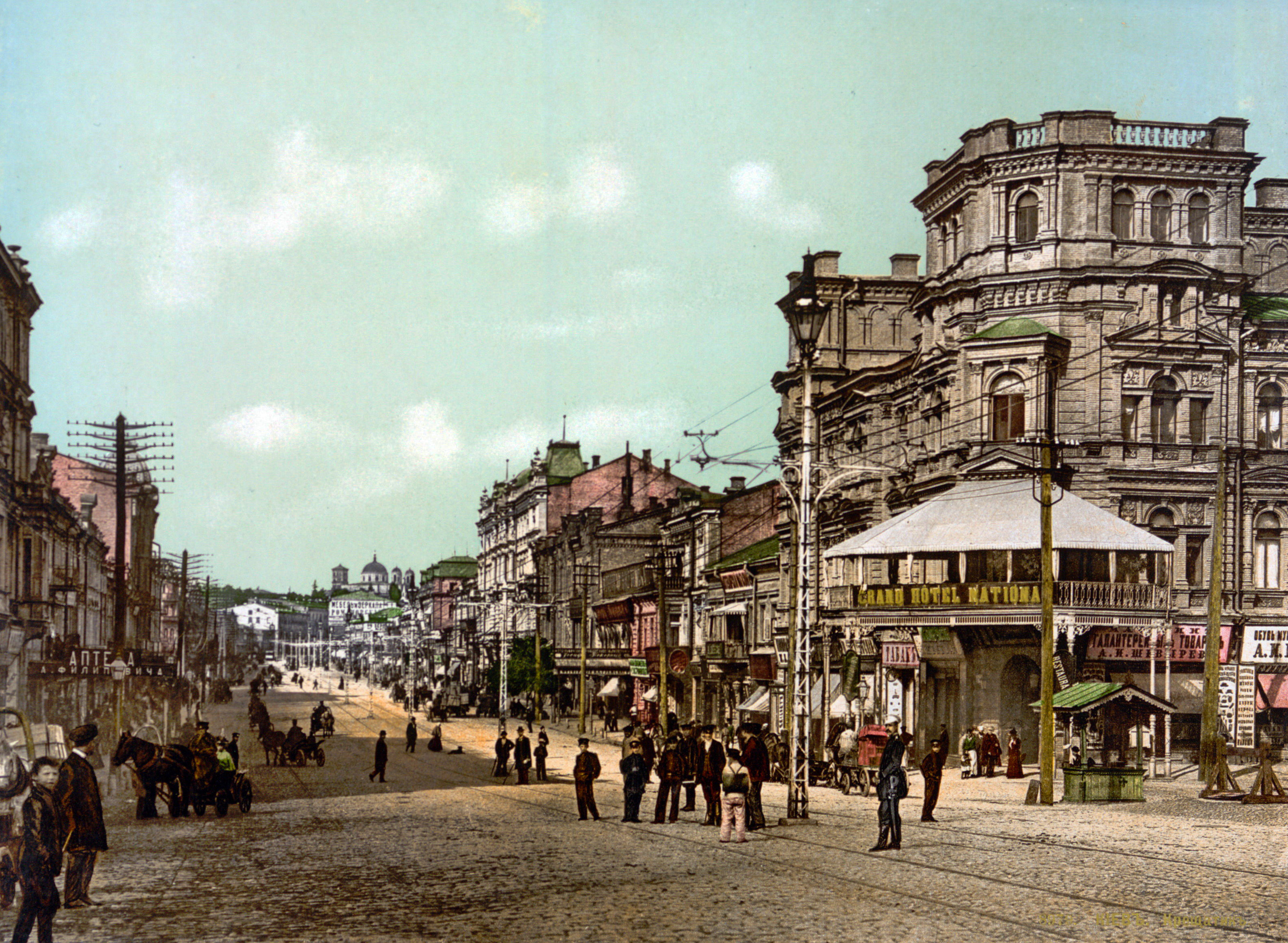
Будівля готелю «Національ» (справа)
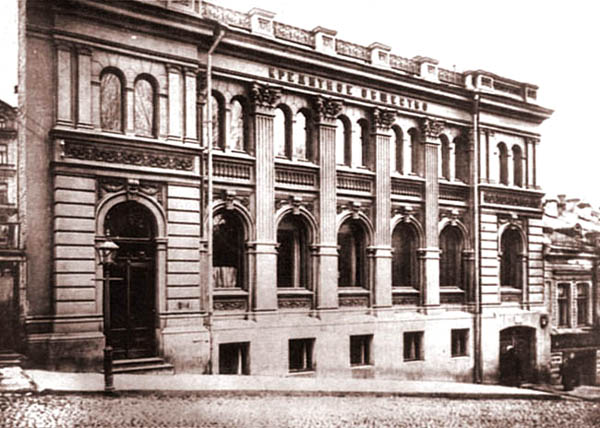
Будинок Київського міського кредитового товариства, 1894

## Роботи архітектора для Києва
У 1983 році одна з нових вулиць масиву Виґурівщина-Троєщина у Києві отримала назву вулиця Архітектора Ніколаєва.